# 戈爾巴特島
戈爾巴特島是俄羅斯的島嶼，屬於北地群島的一部分，位於共青團員島和十月革命島之間，由克拉斯諾亞爾斯克邊疆區負責管轄，長1.6公里、寬0.7公里，最高點海拔高度10米，島上無人居住。